# Аріанство

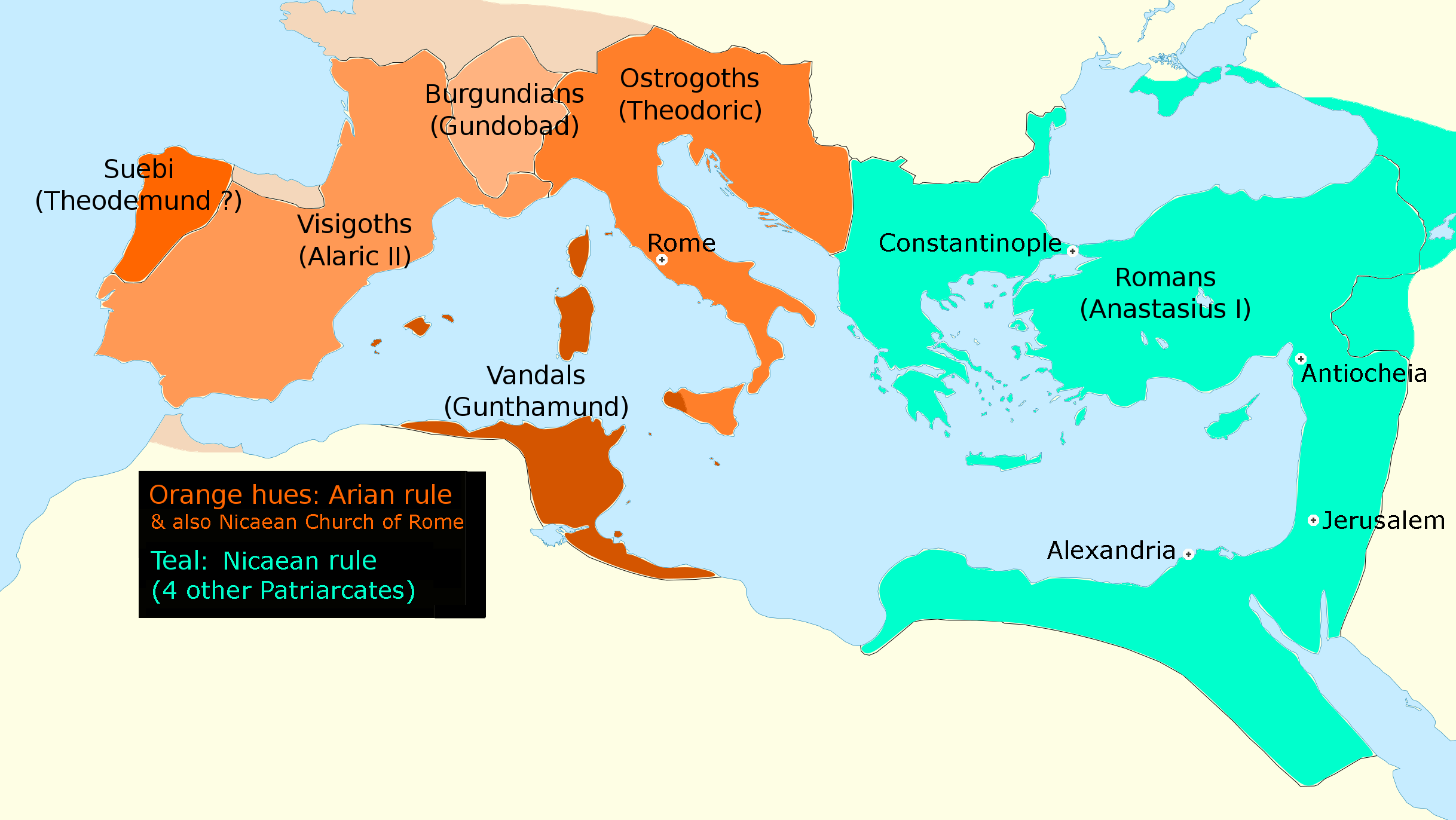
Аріанські й халкедонські країни (495)

Аріа́нство, або арія́нство (лат. Arianismus, Arrianismus, грец. Αρειανισμός), також єресь Арія (лат. Haeresis Ariana, Perfidia Arriana, Haeresis Arrian) — у IV—VI століттях християнська течія, один із напрямків розвитку ранньої християнської церкви. Аріянство пов'язують із вченням священика Арія (бл. 256—336), який заперечував християнський догмат про те, що Бог-Син Ісус Христос — єдиносутній (лат. homoousios) Богові-Отцеві; стверджував, що Христос — істота не вічна, а лише посередник між Богом і людиною. Засуджено остаточно на соборі 381 року. Було поширене серед германців до VI століття. Частково відродилося у XVI столітті; прихильники аріанства виступали проти семи таїнств, релігійних свят, шанування ікон, мощей, дотримання постів тощо. В XVII столітті в Речі Посполитій аріанами обзивали послідовників социніанства, звинувачуючи таким чином їх в антитринітаризмі.

## Історія

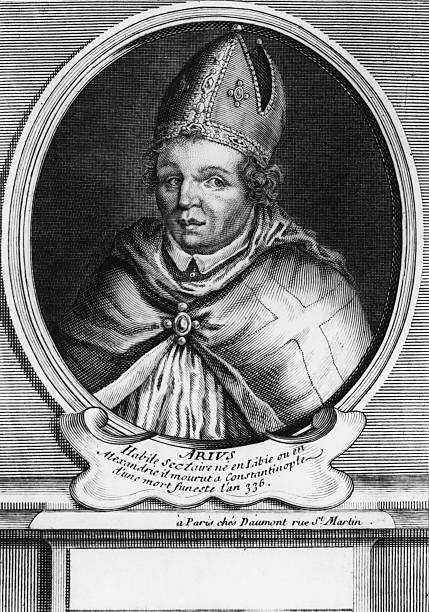
Арій

Офіційно вважають, що назва вчення походить від імені Арія (256—336) — священника з Александрії. Заперечуючи тезу про єдину суть Трійці, аріанці твердили, що Христос — Син Божий — нижчий за Бога-Отця. На Нікейському соборі 325 року внаслідок як словесних дискусій, так і фізичного насилля аріанство визнали за єресь. Попри це аріанство було наймасовішою християнською течією IV століття в Римській імперії. Більше того, від 336 до 381 року аріанство було офіційно визнаною релігією імперії, особливою підтримкою користувалося за імператора Констанція II.
Як єресь аріанство засуджене остаточно на соборі в 381 році, однак дістало поширення серед германців та було релігією германських держав аж до VI століття. Аріанство прийняли остготи, вестготи, вандали, бургунди, свеви, лангобарди та інші племена. У створених ними державах аріанство було панівним, аріанські церкви підкорялися королям, богослужіння велося національними мовами. Підкорене ж римське населення в більшості лишалося правовірним. Франки чи не єдині з "варварів" прийняли християнство в його правовірному вигляді і часто використовували різницю у віросповіданні з іншими германськими племенами як привід для воєн. Внаслідок зовнішньополітичного розрахунку поступово королі варварських держав відмовлялися від аріанства і переходили до католицизму. Частину аріанських держав було знищено разом із їхньою церквою візантійцями в часи Юстиніана. Так сталося з королівствами остготів у Італії, вандалів у Північній Африці.
На відміну від несторіанства, аріанство вважають повністю знищеним у ранньому Середньовіччі. У той же час окремі пізніші теологи поверталися до нього. Аріанство відродилося у XVI столітті. Прихильники аріанства виступали проти семи таїнств, релігійних свят, шанування ікон, мощей, дотримання постів. У Речі Посполитій під ім'ям «аріанства» в XVII столітті широкого поширення набуло социніанство.